# GWR 34 Class
GWR 34 Class — пара однотипных паровозов Большой западной железной дороги с осевой формулой 0-3-0, переделанных в 1866 году на Вулвергемптонском паровозостроительном заводе под руководством Джорджа Армстронга из двух паровозов железной дороги Шрусбери и Честера. Они носили номера 34 и 35 до и после перестройки. Первоначально это были паровозы 0-2-0 с промежуточными осями. Переделанные паровозы выделялись среди тендерных 0-3-0 GWR внутренними рамами и так называемыми длинными котлами по патенту Стефенсона, у которых топки располагались позади задней ведущей оси, что позволяло устроить длинный барабан котла и большую колосниковую решётку. Оба паровоза работали вокруг Честера